# Diskuskastning för damer i friidrott vid olympiska sommarspelen 1992
Diskuskastning för damer vid olympiska sommarspelen 1992 i Barcelona avgjordes 2-3 augusti.

## Medaljörer
| Gren           | Guld                  | Guld    | Silver                          | Silver | Brons                        | Brons   |
| Diskuskastning | Maritza Martén · Kuba | 70,06 m | Tsvetanka Christova · Bulgarien | 67,78m | Daniela Costian · Australien | 66,24 m |

## Resultat

### Försöksheat
| Placering | Grupp A                   | Längd   |
| --------- | ------------------------- | ------- |
| 1.        | Larisa Korotkevitj (EUN)  | 67.92 m |
| 2.        | Maritza Martén (CUB)      | 65.02 m |
| 3.        | Daniela Costian (AUS)     | 64.10 m |
| 4.        | Zvetanka Christova (BUL)  | 64.06 m |
| 5.        | Nicoleta Grădinaru (ROU)  | 60.62 m |
| 6.        | Martina Hellmann (GER)    | 60.52 m |
| 7.        | Bárbara Hechavarría (CUB) | 60.22 m |
| 8.        | Qiu Qiaoping (CHN)        | 59.32 m |
| 9.        | Vladimíra Malátová (TCH)  | 59.04 m |
| 10.       | Ilga Bērtulsone (LAT)     | 58.92 m |
| 11.       | Connie Price-Smith (USA)  | 58.66 m |
| 12.       | Mette Bergmann (NOR)      | 58.32 m |
| 13.       | Carla Garrett (USA)       | 58.06 m |
| 11.       | Jackie McKernan (GBR)     | 51.94 m |

| Placering | Grupp B                | Längd   |
| --------- | ---------------------- | ------- |
| 1.        | Stefania Simova (BUL)  | 65.60 m |
| 2.        | Olga Burova (EUN)      | 64.78 m |
| 3.        | Ilke Wyludda (GER)     | 64.26 m |
| 4.        | Franka Dietzsch (GER)  | 63.60 m |
| 5.        | Hilda Ramos (CUB)      | 62.82 m |
| 6.        | Min Chunfeng (CHN)     | 62.48 m |
| 7.        | Iryna Jattjanka (EUN)  | 61.60 m |
| 8.        | Agnese Maffeis (ITA)   | 60.88 m |
| 9.        | Manuela Tîrneci (ROU)  | 59.44 m |
| 10.       | Cristina Boiţ (ROU)    | 56.68 m |
| 11.       | Penny Neer (USA)       | 55.44 m |
| 12.       | Ángeles Barreiro (ESP) | 53.14 m |
| 13.       | Ursula Weber (AUT)     | 51.62 m |
| 14.       | Teresa Machado (POR)   | 59.44 m |

### Final
| Placering | Diskuskastare            | Försök | Försök | Försök | Försök | Försök | Försök | Längd   | Noteringar |
| Placering | Diskuskastare            | 1      | 2      | 3      | 4      | 5      | 6      | Längd   | Noteringar |
| --------- | ------------------------ | ------ | ------ | ------ | ------ | ------ | ------ | ------- | ---------- |
| 1         | Maritza Martén (CUB)     | 65.66  | X      | X      | 66.90  | 70.06  | 66.36  | 70,06 m |            |
| 2         | Zvetanka Christova (BUL) | 65.14  | 67.78  | 65.32  | X      | X      | X      | 67,78 m |            |
| 3         | Daniela Costian (AUS)    | 64.40  | 64.08  | 64.24  | 64.92  | 66.24  | 65.94  | 66,24 m |            |
| 4         | Larisa Korotkevitj (EUN) | 60.94  | X      | 65.52  | X      | 64.30  | X      | 65.52 m |            |
| 5         | Olga Burova (EUN)        | 64.02  | X      | 62.80  | 61.84  | X      | 63.32  | 64.02 m |            |
| 6         | Hilda Ramos (CUB)        | 62.16  | X      | 62.72  | 59.28  | X      | 63.80  | 63.80 m |            |
| 7         | Iryna Jattjanka (EUN)    | 60.76  | 62.40  | 63.74  | X      | X      | X      | 63.74 m |            |
| 8         | Stefania Simova (BUL)    | X      | 63.42  | 63.08  | 60.20  | 62.38  | 60.98  | 62.42 m |            |
|           |                          |        |        |        |        |        |        |         |            |
| 9         | Ilke Wyludda (GER)       | 62.16  | 61.04  | X      |        |        |        | 62.16 m |            |
| 10        | Agnese Maffeis (ITA)     | 61.22  | 60.80  | X      |        |        |        | 61.22 m |            |
| 11        | Min Chunfeng (CHN)       | 59.06  | 60.82  | X      |        |        |        | 60.82 m |            |
| 12        | Franka Dietzsch (GER)    | 60.24  | X      | X      |        |        |        | 60.24 m |            |